# Relish (gastronomia)
Un relish ("condimento" in lingua inglese) è un tipo di contorno di cui esistono molte varianti e il cui scopo è quello di dare sapore ad altri alimenti.

## Caratteristiche
Il relish è un alimento cotto e in salamoia, generalmente composto di frutta e/o verdura a pezzettoni o tagliata finemente, sottaceti ed erbe tritate, e viene usato per esaltare il gusto degli alimenti. Esistono molti tipi di relish che, a seconda dei casi, possono avere una consistenza liquida o densa, fra cui il chutney nordamericano, una confettura di cetrioli sottaceto da mangiare con gli hamburger e gli hot dog, e la chermoula, ricca di spezie ed erbe.